# Шара (река)
 Тази статия е за реката.  За градчето в Италия вижте Шара.  
Ша̀ра или Кранската река, или Ърватската река (на македонска литературна норма: Шара, Кранска Река, Арватска Река) е река в Северна Македония, извираща от планината Баба и вливаща се в Преспанското езеро.

## Път
Извира от Баба, североизточно под връх Гърмо (2105 m). Тече първоначално на северозапад, а след приемането на десния си приток Сърбино сменя посоката си на югозапад. Приема десните си притоци Речище и Плисна река и минава през селата Ървати и Крани, които дават две от имената на реката. Влива се в Преспанското езеро западно от Долно Щърбово.
Реката има водосборен басейн от 12,8 km².

## Воден потенциал
В 1950 година на Шара е изградена хидроцентрала над селото Ървати, с което селото е електрифицирано.
На реката има малка хидроелектрическа централа, собственост на претприятието „Мали хидроелектрани“ с годишно производство от 2,044 MWh.

## Водосборен басейн
→ ляв приток, ← десен приток
- ← Сърбино
- ← Речище
- ← Плисна река

- → Плитна река

- → Стара река
- → Стара река

- ← Бела вода